# Agnara gallagheri
Agnara gallagheri is een pissebed uit de familie Agnaridae. De wetenschappelijke naam van de soort is voor het eerst geldig gepubliceerd in 1988 door Ferrara & Taiti.